# Kofferaner Musikantensprache
Die Kofferaner Musikantensprache, auch Kofferaner Rotwelsch, ist ein in Kofferen bei Linnich im westlichen Rheinland beheimateter Rotwelschdialekt. Diese Geheimsprache wurde von Mitgliedern und Familien reisender Kapellen des Ortes benutzt.

## Geschichte
Die anfänglich fast mittellosen Kofferaner Musikanten begannen zu ihrem Lebensunterhalt wohl kurz nach 1730 und gewiss vor 1750 mit meist einwöchigen Wanderungen oder Fahrten ins Umland. Sie erspielten sich über die Jahre eine hervorragende Reputation und wurden später von Köln bis zum Niederrhein für Feste, Prozessionen und Veranstaltungen gebucht, wobei immer weitere Kapellen entstanden, um die Nachfrage zu befriedigen. Um 1800 lebten in Kofferen bereits über 150 Musiker, so dass beinahe das ganze Dorf vom Musizieren gelebt haben muss. Zu ihrer Blütezeit um 1850 bis 1870 waren Kofferaner als Militärmusiker oder Solisten für lange Zeit auswärts beschäftigt, es gab dutzende reisender Kapellen und sogar Schwindler, die unter dem Namen der Kofferaner ihren Reibach zu machen versuchten. Da war es naheliegend, Geschäftsbeziehungen, Engagements und Reiserouten möglichst geheim zu halten.
Mit dem Aufkommen der Grammophone und später der Radios gingen die Engagements der Musiker zurück, die Weltkriege und die dazwischen liegende Wirtschaftskrise taten ein Übriges. Daher wurde die Musikantensprache immer weniger benutzt. Die letzte Kapelle hielt sich bis zum Ende der 1950er Jahre. Einzelne Ausdrücke und Wörter der Musikantensprache sind bis heute Anteil der täglichen Umgangssprache Kofferens geblieben, sie werden auch von jungen Leuten weiter benutzt.
Das Wort Kofferer oder Kofferaner steht in vielen lokalen Dialekten der Gegenden, die noch von den Musikern aus Kofferen bereist wurden, als Synonym für einen herumziehenden Musikanten.

## Eigenschaften
Der lokale Dialekt der Kofferaner gehört zum nordwestlichen Ripuarischen und ist nahe dem Übergang zum Niederfränkischen angesiedelt. Wie eine Vielzahl anderer ortsbezogener Rotwelschvarianten setzt auch die Kofferaner Musikantensprache auf dem lokalen Dialekt auf, ergänzt ihn und ersetzt einen Teil seiner Wörter. Für ripuarische oder ostlimburgische Sprecher klingt das Kofferaner Rotwelsch also vertraut. Die typischen Aussprachemerkmale, wie die rheinischen Tonakzente und Satzmelodien, die typischen Koronalisierungen und Velarisierungen findet man hier durchgängig. Das zu einem leicht gehaucht klingenden [x] (ach-CH) umgelautete endständige R des Westripuarischen im Aachener Umland kommt auch in Kofferen vor. All dies findet man ebenso bei den aus dem allgemeinen rotwelschen Inventar übernommenen Wörtern. So gibt es kein Wort, das mit G beginnt, diese sind alle nach J verschoben. Vergleichbares gilt für morphologische und grammatische Eigenschaften der Sprache.

## Wortschatz
Auffallend ist, dass bei der Kofferaner Musikantensprache die Anzahl der speziell auf die Musik, das Musizieren oder Instrumente bezogenen Wörter nicht besonders groß sind. Offenbar war es selten nötig, in diesem Bereich von Außenstehenden nicht verstanden zu werden, so dass die allgemeinen Möglichkeiten des Rotwelschen zur Verschleierung genügten.
Vom Wanderleben zeugt etwa die Unterscheidung zwischen doreme und pölte, die beide „schlafen“ bedeuten, ersteres in der Herberge, das zweite daheim im eigenen Bett (Pölt).
Übereinstimmungen mit anderen Rotwelschdialekten sind bei speziell Kofferaner Wörtern rar. Dennoch gibt es sie vereinzelt, allerdings meist zu weiter entfernten Orten außerhalb des üblichen Reisegebietes der Kofferaner, so dass ernsthafte Sprachkontakte nicht bestanden haben dürften. Es sind auch keine überliefert. Einzelbegegnungen sind natürlich nie auszuschließen. Eine einzige Übereinstimmung gibt es mit dem Jenisch des Eifeldorfs Stotzheim, das Wort Datemcher (nur in der Mehrzahl), steht in beiden Sprachen für die weibliche Brust. Eine weitere besteht in dem Wort Knuut für ein Messer, das auch in der Vogelsberger Maurersprache vorkommt. Beide Wörter sind sonst in keinem weiteren Rotwelschdialekt belegt. Einige Kofferaner Wörter ähneln dem Bargoens der Niederlande, aber reichen auch nicht aus, einen Kontakt schlussfolgern zu können.
Für etliche Wörter und Wortfelder sind Einordnung und Herkunft unklar, davon lassen sich einige vielleicht dem Rheinischen als Umdeutungen zuordnen, bei vielen anderen gelingt das nicht.
Einige Wortbeispiele aus dem Kofferaner Rotwelsch:
| achele       |               | [ˈaxələ]                   | essen                                                     | [ 16 ] [ 17 ] |
| achiile      | [aˈxiːlə]     | gut essen, reinhhauen      | [ 16 ] [ 18 ]                                             |               |
| Baies        | [ˈbaiʲəs]     | Haus                       | [ 16 ]                                                    |               |
| fenii        | [fəˈniː]      | Schluss, Ende, vorbei, aus | [ 19 ]                                                    |               |
| dä Fini      | [fiˈni]       | der Schluss, das Ende      | [ 20 ]                                                    |               |
| Kaferiines   | [kafəˈʀiːnəs] | Bauer                      | in den heutigen Ortsdialekt übergegangen                  |               |
| Kuuter       | [kuːtəx]      | Metzger                    | [ 22 ]                                                    |               |
| Leanspichler | [leanspixləʀ] | Nachtwächter               | [ 12 ] [ 22 ]                                             |               |
| Puderäi      | [ˈpudəʀɛj]    | Erlaubnis zum Musizieren   | ähnlich Butterei in der Musikantensprache von Hundeshagen |               |
| Schtotsem    | [ˈʃtɔtsəm]    | Kofferen                   | Stotzheim heißt auch ein anderes Rotwelsch-Dorf.          |               |

## Beispiele
- Kän, fläk dad-ens.  —  Ja, mache das mal.[19]
- Na Koober, wi schäv-et?  —  Na, wie gehts?[1]  (dient auch als Schibboleth)[1]
- Dä Härjekoober he en de Häresch schäv-ene dofte Kooch.  —  Der Wirt hier im Gasthaus ist ein guter Koch.[25]
- Ming Dooter hät jäts no-e Jroomesköbersche jetsop.  —  Meine Tochter hat jetzt noch einen Jungen zur Welt gebracht.[21]
- On so-ne Trommler wer, de tsodel isch och noch. Ens roone.  —  Und so einen Trommler werde ich auch noch finden. Mal sehen.[19]
- Med-os Läits hä-mer däne Kaferiinese Jramaas jeflek, dof Raibach jetsop, ovents näver der Tsäänse jehuk on dobei dov-achiilt.  —  Wir haben mit unserer Musik den Bauern eine Freude gemacht, gut verdient, haben abends neben den Honoratioren gesessen und dabei gut gegessen.[26]